# Крузиус, Христиан Готфрид
О немецком философе см. Крузиус, Христиан Август
Христиан Крузиус (нем. Christian Crusius; 1715 — 7 февраля 1767) — профессор при Санкт-петербургском Академическом университете.
Родился в семье пастора в Вольбахе (Фогтланд). Учился в Лейпцигском университете. С 1740 года преподавал в Санкт-Петербургском Академическом университете на кафедре «древностей и истории литеральной». В 1745 году представил рассуждение De originibus pecuniae, и, по прошению своему, получил место ординарного академика. Крузиус был в не лучших отношениях с Шумахером и Тепловым, которые добились в 1749 году его отставки. Покинув Петербург, он занял место профессора красноречия в Виттенбергском университете.